# Tablettes des Flandres
Pour les articles homonymes, voir Tablette.
Les Tablettes des Flandres sont une œuvre collective, débutant en 1948 et continuée jusque dans les années 1970, concernant la généalogie, l'histoire et l'héraldique. Elles sont publiées sous la direction de M. Charles van Renynghe de Voxvrie. Les différents tomes, de I à X, sont tirés à cinq cents exemplaires et numérotés de 1 à 500.
Ces ouvrages contiennent notamment : 
- Tome I (1948) : Œuvre d’Arthur de Merghelynck, Le manuscrit de Ghys, Famille Tugghe, Coplaert, Armorial des ex-libris de Flandres et d’Artois, Trois généalogies complétées : Borry, Patheet, et Tandt, L’Epitaphier de Bruges : Église Sainte Anne, etc.
- Tome II (1949) : Une famille de drapiers flamands, les Brune, Table du manuscrit de Ghys (l’Abbe à Blin), Famille van der Stichele, Généalogie Opsomer, Généalogie de Ruescas, Histoire d’une famille patricienne, les van de Walle de la châtellenie de Cassel, Armorial des ex-libris de Flandres et d’Artois (suite et fin), L’Epitaphier de Bruges : Église Sainte Anne, Table du manuscrit de Ghys, etc.
- Tome III (1950): Généalogie Immelot (1405-1800), Notes d’État-Civil : Steenvoorde, Eecke, Castre, Hondschoote, Stavele, Les Lichtervelde, Haut-Baillis d’Ypres, Histoire d’une famille patricienne, les van de Walle de la châtellenie de Cassel, Famille de Breyne de Dixmude, L’Epitaphier de Bruges : Couvent des Annonciades, Table du manuscrit de Ghys (Blitterswyck à de Bourgogne), etc.
- Tome IV (1951) : Les bourgeois de la Salle et Châtellenie d’Ypres, Contribution à l’histoire des van der Meersch d’Ypres, Histoire d’une famille patricienne, les van de Walle de la châtellenie de Cassel, Famille Hoys, Iconographie brugeoise : Hôpital Saint-Jean, Généalogie van Woumen, Table du manuscrit de Ghys (Bourre à van Eyck), etc.
- Tome V (1953) : Table du Fond Houwaert, Centenaire d’Arthur Merghelynck, Les de Zomere à Ypres, Les bourgeois ou hôtes de la Salle et Châtellenie d’Ypres, Contribution à l’histoire des van der Meersch à Ypres, Histoire d’une famille patricienne, les van de Walle de la châtellenie de Cassel, Iconographie brugeoise : Hôpital St Jean, L’Epitaphier de Bruges, Table du manuscrit de Ghys (Fabry à Hynderick), etc.
- Tome VI (1955) : Les La Tour du Pin à Ypres, Histoire d’une famille le François en Artois et en Flandre, Notice biographique sur la famille Haus, Les familles espagnoles dans les provinces belgiques, Histoire d’une famille patricienne, les van de Walle de la châtellenie de Cassel, Famille Makeblyde, Raulé et Facqueur, Filiation van der Meersch à Bailleul, Iconographie brugeoise : Hôpital Saint-Jean, Table du manuscrit de Ghys (Imbert à Lyons), etc.
- Tome VII (1957) : Famille Tack de Nieucappelle, Généalogie de la famille du Flocq, Notes d’État-Civil : Goddewaertsvelde, Oostcappel, Boeschepe, Berthen, Zillebeke, Généalogie van Lerberghe, Registres paroissiaux de Poperinghe, Iconographie brugeoise : Hôpital de La Potterie, Les bourgeois d’Houtkerke, Table du manuscrit de Ghys (Mabesoone à de Quoy), etc.
- Tome VIII (1960) : Généalogie de la famille van der Meersch, Généalogie d’une famille Rebaut, Généalogie Serweytens, Les manuscrits de Jean de Launay, Généalogie de Harchies, Iconographie brugeoise : Hôpital de La Potterie, Familles van Provyn, van de Goesteene, Table du manuscrit de Ghys (Rabeau à Turpin), etc.
- Tome IX (1969) : Histoire de la famille Belle, Notice généalogique sur les van der Beke à Ypres, Table du manuscrit de Ghys (Ulriot à Zylof), Famille de Bonduwe, Famille Aronio de Romblay et descendance van Outryve d’Ydewalle, Descendance de Jacques Baertsoen, Famille de Ruysscher, Iconographie brugeoise : Hôpital de La Potterie, etc.
- Tome X (1973) : Généalogie de la famille Roelof, Généalogie de la famille Verdegans, La famille du général comte van Damme, Famille van den Peereboom, Filiation van Renynghe à Poperinge, Famille Merghelynck, Iconographie brugeoise, Généalogie van den Broucke, Famille Belle à Ypres, etc.

Les documents contiennent :   
- Document 1 (1959) : Descendance de Jean Baptiste Spitaels. 1719 – 1779.
- Document 2 (1959) : Descendance de Thomas Corneille.
- Document 3 (1961) : Familles de Westflandre Généalogies van Wel , Pierloot, de Backer, etc.
- Document 4 (1965) : Supplément à l'histoire de la famille van Hille.
- Document 5 (1970) : Histoire de la Famille Bieswal.
- Document 6 (1972) : Familles de Westflandre, Généalogies Kekeraert , van Vossem , Ereboot , Rabaut.
- Document 7 (1974) : Familles de Westflandre, Généalogies Lebbe , Rouseré , Donche , Peel.
- Document 8 (1975) : Histoire d’une famille patricienne : les van de Walle de 1500 à 1950.

Enfin, les recueils contiennent :  
- Recueil 1 (1950) : Histoire de la famille Bonaert.
- Recueil 2 (1951) : Familles de Flandres : de Bacquehem, Boudens, Bousez, Bransiaux, de la Broye, Clays, Cordouan, de Croix, Daguin, Delecambre, Deny, Despinoy, Doffegnies, Haugoubart, van der Helle, de Kessel, de Lannoy, Le Cambier, Le Ducq, Lefebvre de Schonvelde, Lefebvre de la Basse Boulogne, Le Maire, Mignard, de Pape, Perdry, Roussel, Urwerker, Vignoble.
- Recueil 3 (1952) : Histoire de la famille van Ackere.
- Recueil 4 (1954) : Histoire de la famille van Hille.
- Recueil 5 (1954) : Liévin Bauwens et sa famille.
- Recueil 6 (1956) : Les étrangers en West-Flandre, dans le Tournaisis et la Châtellenie d'Ath.
- Recueil 7 (1966) : Histoire professionnelle et sociale de la famille Coppieters 1150 - 1965. Tome I.
- Recueil 8 (1966) : Histoire professionnelle et sociale de la famille Coppieters 1150 - 1965. Tome II.
- Recueil 9 (1969) : Histoire de la famille de Schietere.
- Recueil 10(1971) : Histoire des Gillès et Gillès de Pelichy.